# Вітково (гміна)
Гміна Вітково (пол. Gmina Witkowo) — місько-сільська гміна у північно-західній Польщі. Належить до Ґнезненського повіту Великопольського воєводства.
Станом на 31 грудня 2011 у гміні проживало 13696 осіб.

## Територія
Згідно з даними за 2007 рік площа гміни становила 184.40 км², у тому числі:
- орні землі: 65.00%
- ліси: 21.00%

Таким чином, площа гміни становить 14.70% площі повіту.

## Населення
Станом на 31 грудня 2011:
| Опис     | Загалом | Загалом | Чоловіки | Чоловіки | Жінки | Жінки |
| -------- | ------- | ------- | -------- | -------- | ----- | ----- |
| одиниця  | осіб    | %       | осіб     | %        | осіб  | %     |
| все      | 13696   | 100     | 6831     | 49.88    | 6865  | 50.12 |
| міське   | 8009    | 100     | 4003     | 49.98    | 4006  | 50.02 |
| сільське | 5687    | 100     | 2828     | 49.73    | 2859  | 50.27 |

## Сусідні гміни
Гміна Вітково межує з такими гмінами: Вжесня, Ґнезно, Неханово, Орхово, Повідз, Стшалково, Тшемешно.